# Erik Bohlin
Erik „Orsa“ Bohlin (* 1. Juni 1897 in Orsa; † 8. Juni 1977 ebenda) war ein schwedischer Rad- und Motorradrennfahrer.
Bohlin nahm an den Olympischen Sommerspielen 1924 in Paris teil. Hier gewann er in der Mannschaftswertung zusammen mit Ragnar Malm und Gunnar Sköld die Bronzemedaille. Im Einzel belegte er den siebenten Platz.
Im gleichen Jahr wurde Bohlin zweimal schwedischer Meister. Er sicherte sich den Titel im 100 km Einzel- sowie im 100 km Mannschaftszeitfahren, letzteres zusammen mit Carl Frimodig und Erik Nordin.
Ebenfalls 1924 gewann er die erste Austragung von Sexdagarsloppet, einer Sechs-Etappenfahrt durch Schweden, und konnte diesen Erfolg zwei Jahre später wiederholen. 1927 siegte er im Rennen Mälaren Runt, dem längsten Eintagesrennen in Schweden. 
Bei den UCI-Straßen-Weltmeisterschaften 1924 erreichte Bohlin Platz zwölf, drei Jahre später belegte er den vierten Platz in der Amateurwertung.
Ab 1928 fuhr Orsa Bohlin Motorradrennen und siegte 1930 auf einer 250-cm³-NV unter anderem bei den internationalen Rennen um den Großen Preis von Schweden und die Schwedische TT.